# Jim Chawki
Jim Chawki (* 9. März 1993 in Göteborg) ist ein schwedischer Poolbillardspieler. Er wurde 2013 Vize-Europameister.

## Karriere
Bei der Europameisterschaft 2010 erreichte Chawki im 9-Ball das Viertelfinale und das Achtelfinale im 14/1 endlos. Bei den Interpool 9-Ball Open wurde er wenige Wochen später Fünfter. Bei der 9-Ball-Weltmeisterschaft hingegen schied er sieglos in der Vorrunde aus. Im Juli 2010 gewann Chawki bei der Junioren-EM Bronze im 10-Ball und wurde im Finale gegen Manuel Ederer Europameister im 8-Ball.
Bei der EM 2011 erreichte Chawki im 14/1 endlos das Sechzehntelfinale. Nachdem er im Juni Dritter bei den Interpool 9-ball Open wurde, gelang es ihm durch einen Finalsieg gegen Alain Da Costa 10-Ball-Junioren-Europameister zu werden. Im Dezember 2011 erreichte er bei den Treviso Open erstmals die Finalrunde eines Euro-Tour-Turniers, er unterlag aber bereits im Sechzehntelfinale dem Polen Radosław Babica.
Bei der EM 2012 erreichte Chawki das Achtelfinale im 14/1 endlos und schied im 8-Ball sowie im 10-Ball im Sechzehntelfinale aus.
Im März 2013 wurde Chawki Fünfter bei den Interpool 9-Ball Open. Im April gelang es ihm ins 8-Ball-Finale der Europameisterschaft einzuziehen. Er verlor dieses jedoch gegen David Alcaide mit 4:8, im 10-Ball erreichte Chawki das Achtelfinale.
Im Mai schied er im Achtelfinale der Austria Open gegen Alcaide aus, im Juli gewann er die Swedish 10-Ball Open im Finale gegen Ruslan Tschinachow.
2010 war Chawki Teil der schwedischen Mannschaft, die bei der Team-WM im Achtelfinale ausschied.